# Le Guerno
Le Guerno ist eine französische Gemeinde mit 975 Einwohnern (Stand 1. Januar 2022) im Département Morbihan in der Region Bretagne.

## Lage
Le Guerno liegt ca. neun Kilometer nordöstlich von Muzillac und gehört zum Gemeindeverband Communauté de communes Arc Sud Bretagne. Nachbargemeinden sind Noyal-Muzillac, Limerzel, Péaule und Marzan.

## Bevölkerungsentwicklung
| Jahr      | 1962 | 1968 | 1975 | 1982 | 1990 | 1999 | 2007 | 2019 |
| Einwohner | 423  | 470  | 469  | 512  | 580  | 582  | 741  | 999  |

## Sehenswürdigkeiten
- Park und Schloss von Branféré: Das heutige Schloss wurde 1815 errichtet. Seit 1965 wurde der Schlosspark von den damaligen Besitzern in den international renommierten zoologischen Garten Parc animalier et botanique de Branféré umgeformt.
- Pfarrkirche Saint Jean Baptiste: Die Pfarrkirche wurde im Jahr 1570 errichtet, anstelle einer älteren, vermutlich vom Templerorden errichteten Kirche. Teile des Vorgängerbaus sind noch in der heutigen Kirche erhalten. Bemerkenswert ist die Außenkanzel an der Südwand, die errichtet wurde, um den Ansturm der Pilger bewältigen zu können.[1]

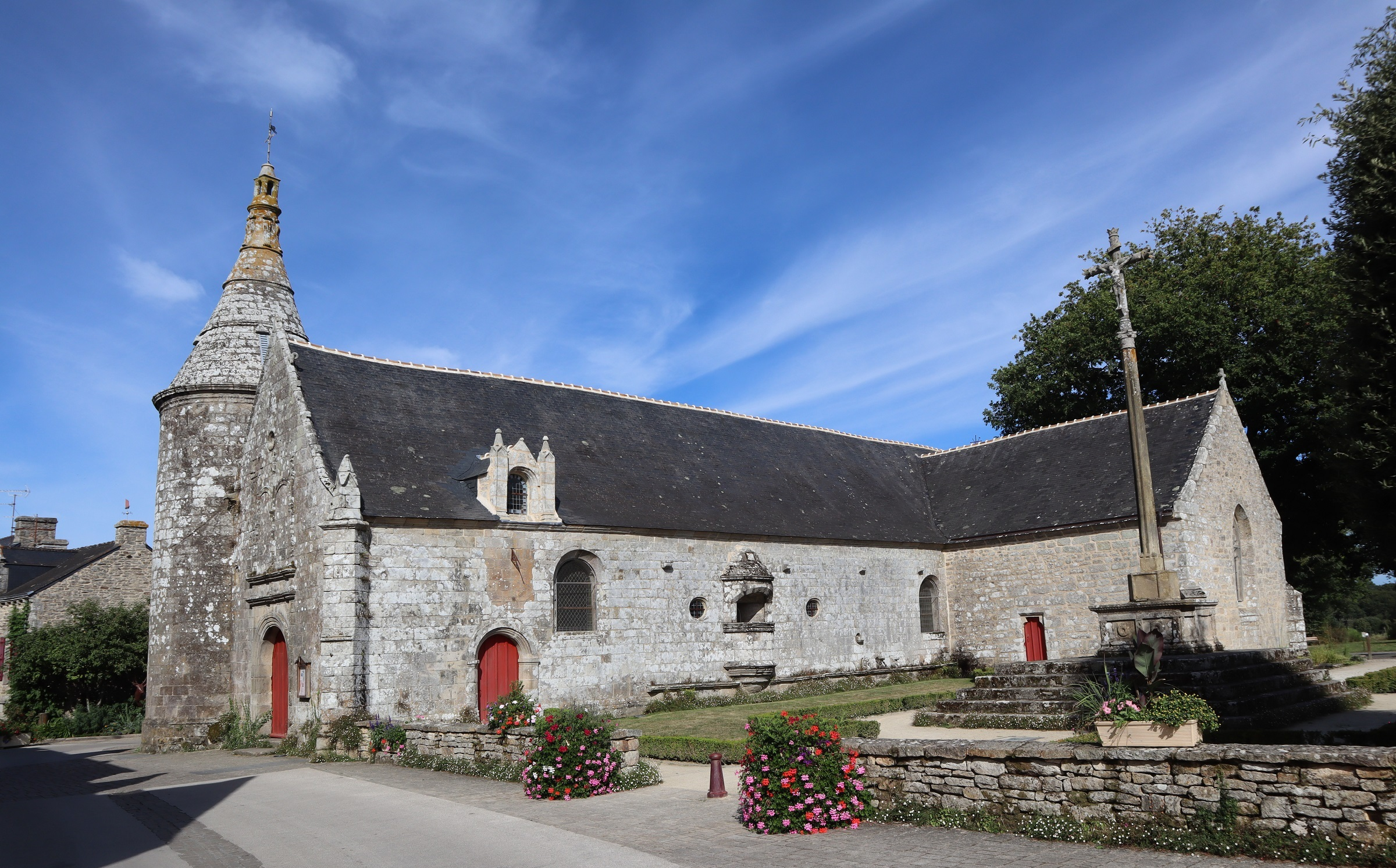
Kirche Saint-Jean-Baptiste, auch als Kirche Sainte-Anne bekannt
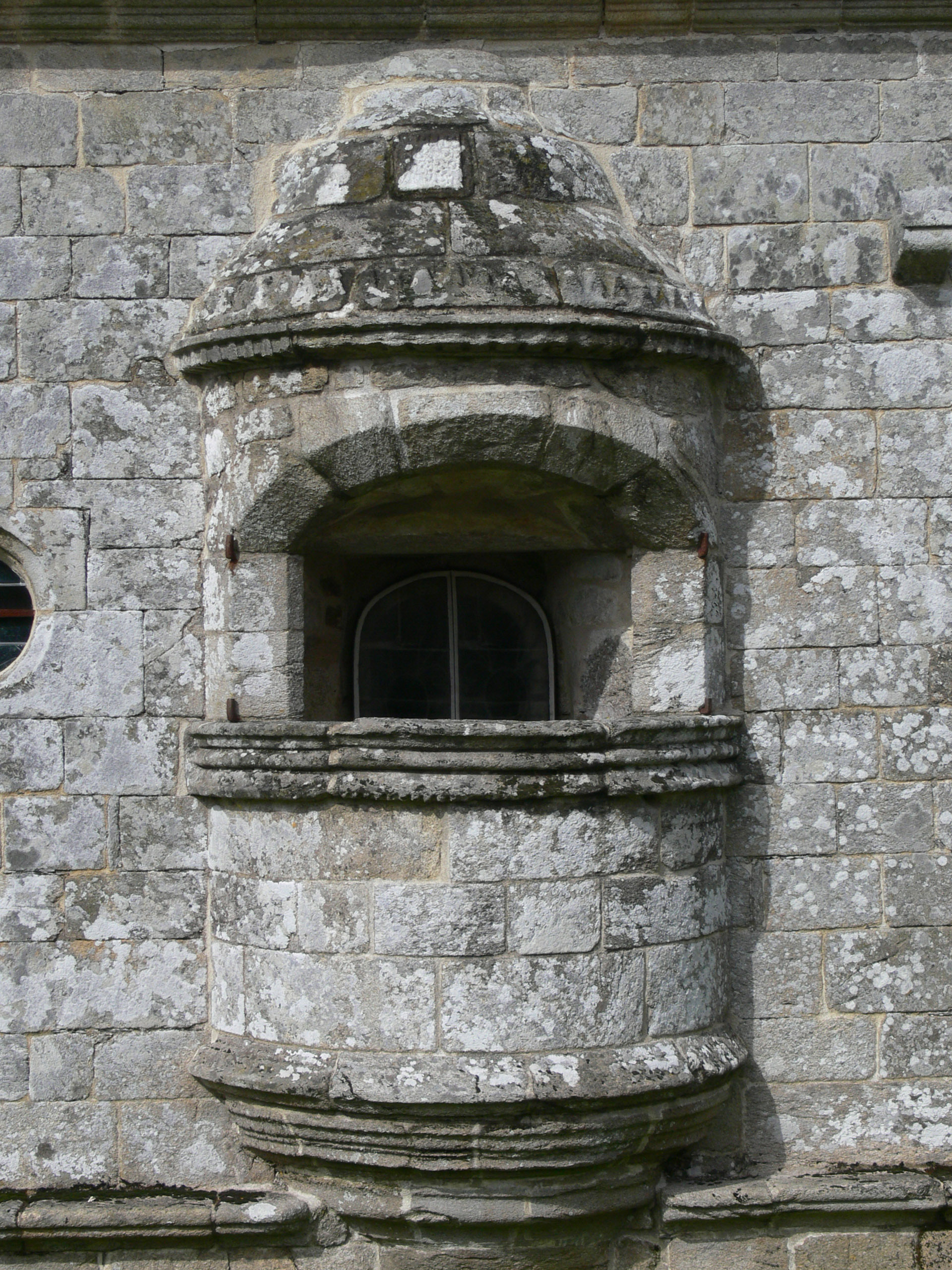
Außenkanzel der Kirche Saint-Jean-Baptiste
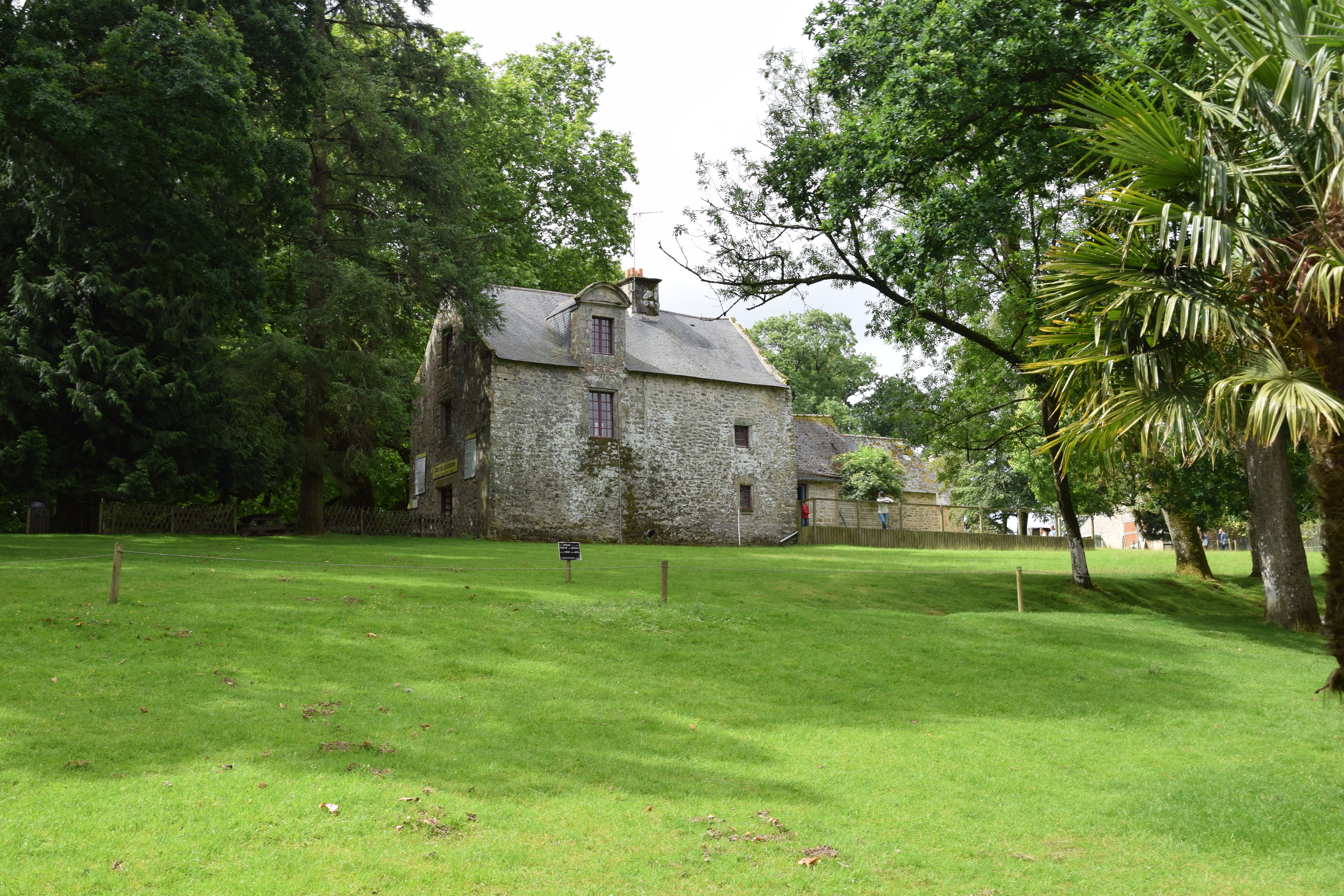
Park und Schloss von Branféré